# Stanisław Bilski (działacz komunistyczny)
Stanisław Bilski vel Stefan Biernacki  (ur.  19 listopada 1893, zm. 1934 w ZSRR) – polski działacz komunistyczny, naukowiec, tłumacz i publicysta, doktor filozofii. Założyciel komórki KPP w Zgierzu. W latach 1929–1930 kierowniki polskiej Sekcji Centralnego Wydawnictwa Ludów ZSRR. Bliski krewny Edmunda Giebartowskiego,  wiceministra pracy i opieki społecznej (1945-1948).

## Życie i działalność
Urodził się w Zgierzu, w rodzinie silnie związanej z SDKPiL. W szkole powszechnej przyjaźnił się z rzeźbiarzem Markiem Szwarcem, ojcem Tereski Torrès.
W 1916 roku rozpoczął działalność w PPS - Lewicy. W 1918 działał w Radach Delegatów Robotniczych na terenie Zgierza i Łodzi. W Zgierzu zakładał pierwsze komórki komunistyczne. Ukończył matematykę i filozofię na Uniwersytecie Jagiellońskim w Krakowie, zaś w 1926 r. obronił na UJ pracę doktorską pt. Poznanie aprioryczne w epistemologii Bertranda Russella. Współpracował z „Głosem Robotniczym” i kierował czasopismem „Zagon”. Działał także w lewicowych, akademickich organizacjach w Warszawie i Krakowie. Po wstąpieniu do Niezależnej partii Chłopskiej, 15 stycznia 1927 r. został jej sekretarzem głównym.
Zagrożony aresztowaniem, za nielegalną działalność w zdelegalizowanej NPCh, ukrywał się pod pseudonimem Stefan Biernacki. Pod koniec 1927 r. wraz z żoną Heleną Bylińską, wyjechał do ZSRR. W latach 1929–1930 był w Moskwie kierownikiem polskiej Sekcji Centralnego Wydawnictwa Ludów ZSRR, później wykładał na Uniwersytecie Kijowskim historię polskiego ruchu robotniczego. W 1930 r. został mianowany dyrektorem Polskiego Instytutu Wychowania Społecznego, ostatecznie jednak funkcję tę objął Stefan Sochacki. W latach 1931–1933 związany był z Instytutem Polskiej Kultury Proletariackiej. Przetłumaczył na język polski prace filozoficzne J. Dietzgena oraz "Historię powszechną socjalizmu i nauk społecznych" M. Beera. Dla własnej przyjemności przekładał utwory Schillera, Goethego, Heinego, Freiligratha.
W 1934 r. aresztowany, przesłuchiwany przez NKWD, padł ofiarą masowych represji. Po okresie stalinizmu, rehabilitowany.
W 1973 roku, uchwałą Rady Miasta Zgierza, uhonorowany nadaniem nazwy ulicy. W 2020 r. nazwę ulicy zmieniono na podstawie ustawy o zakazie propagowania komunizmu lub innego ustroju totalitarnego przez nazwy jednostek organizacyjnych, jednostek pomocniczych gminy, budowli, obiektów i urządzeń użyteczności publicznej oraz pomników. 